# Malinao (Aklan)
Pour les articles homonymes, voir Malinao.
Malinao est une municipalité de la province d’Aklan, aux Philippines. Sa superficie est de 186,01km².